# Stenodynerus laticinctus
Stenodynerus laticinctus is een vliesvleugelig insect uit de familie van de plooivleugelwespen (Vespidae). De wetenschappelijke naam van de soort is voor het eerst geldig gepubliceerd in 1897 door von Schulthess.